# Kissebes
Kissebes (románul Poieni) település Romániában, Kolozs megyében, az azonos nevű község központja. A Kolozsvárt Nagyváraddal összekötő úton, Bánffyhunyad és Csucsa között fekszik. A falu bejáratánál ömlik a Sebes-patak a Sebes-Körösbe. Egyike annak a 14 településnek, amelyek a megyében  GMO-mentes régiót alakítottak.
A környéken gránit- és dacitbányák találhatók.
A község határában római kori fal- és torony maradványait találták meg.
1850-ben 3042 lakosából 2976 román, 25 magyar, 37 zsidó és 4 roma volt. 1992-ben a 6 423 lakos nemzetiségi megoszlása a következő képet  mutatta: 6 282 román, 44 magyar, 96 roma.